# Bromadiolone

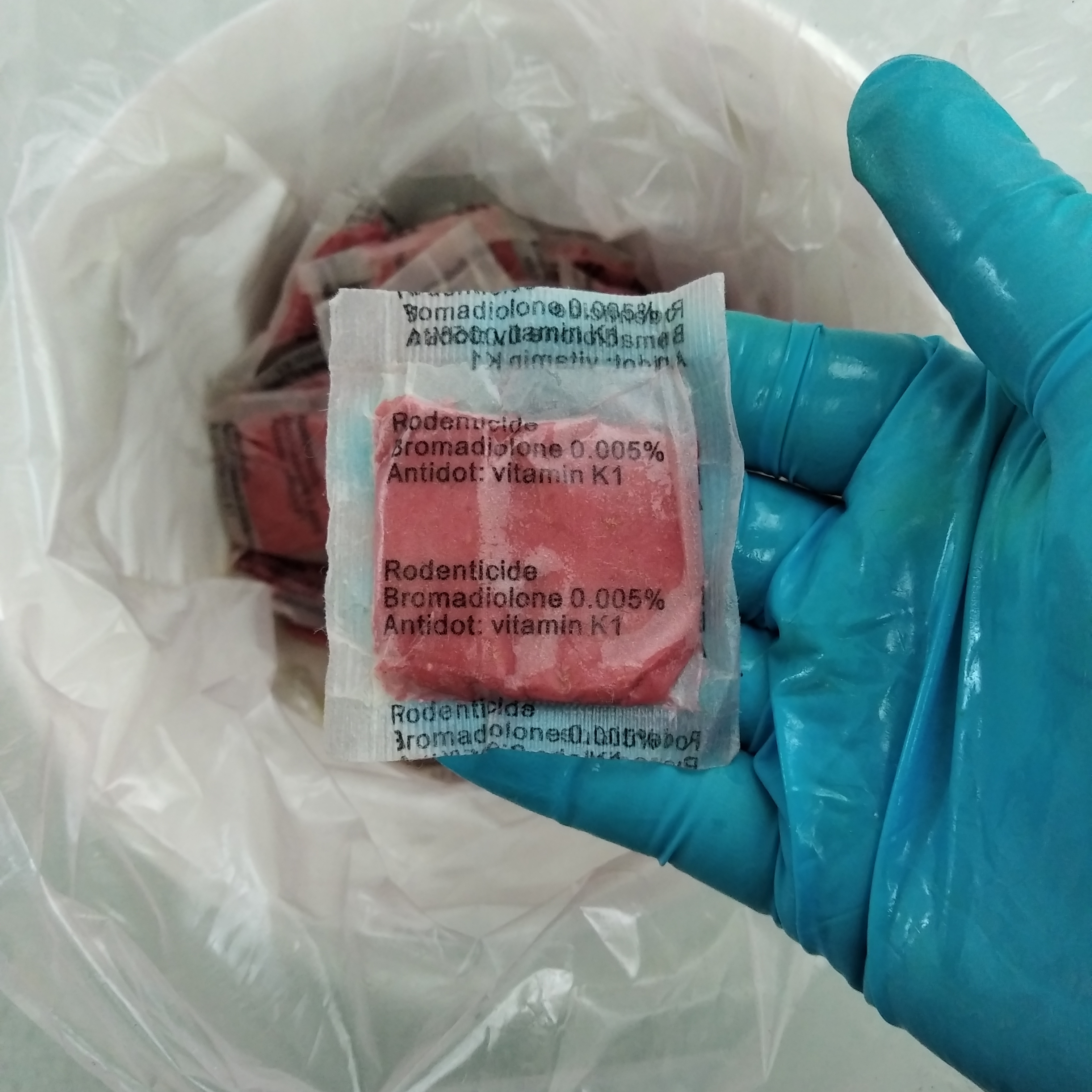
Bromadiolone (0,005%)

Il Bromadiolone è un potente rodenticida anticoagulante. È un derivato di seconda generazione della 4-idrossicumarina e un antagonista della vitamina K, spesso chiamato super-warfarin per la sua elevata potenza e tendenza ad accumularsi nel fegato dell'organismo avvelenato. Quando è stato introdotto per la prima volta nel mercato inglese nel 1980, si è dimostrato efficace nelle popolazioni di ratti che avevano sviluppato resistenza ai primi anticoagulanti.
Il prodotto può essere utilizzato sia in interni che in esterni contro ratti e topi.

## Proprietà chimiche
Il composto è usato sotto forma di miscela di quattro stereoisomeri. I suoi due carboni stereogenici sono quelli del fenile e del gruppo ossidrilico sulla catena idrocarburica sostituente in posizione 3 del coumarin (2-idrossicromen-4-one).
| Bromadiolone    | Bromadiolone    |
| --------------- | --------------- |
| (1R,3S)-isomero | (1S,3R)-isomero |
| (1R,3R)-isomero | (1S,3S)-isomero |

## Tossicità
Il bromadiolone può essere assorbito attraverso il tratto digerente, attraverso i polmoni o tramite il contatto con la pelle. Il pesticida è normalmente somministrato oralmente. La sostanza è un antagonista della vitamina K. La mancanza di vitamina K nel sistema circolatorio riduce la coagulazione e causa morte per emorragie interne.
I sintomi dell'avvelenamento non si presentano prima di 24-36 ore quando il veleno è ingerito e spesso compaiono dopo 2-5 giorni.
Ecco alcuni valori di LD50 per alcuni animali (mammiferi):
| Animale  | LD50        |
| -------- | ----------- |
| Ratto    | 1,125 mg/kg |
| Topo     | 1,75 mg/kg  |
| Coniglio | 1 mg/kg     |
| Cane     | > 10 mg/kg  |
| Gatto    | >25 mg/kg   |

Nella maggior parte dei casi, i veleni per ratti impiegano fino a tre settimane per avere effetto. Essi contengono anticoagulanti che lentamente uccidono il ratto entro un certo lasso di tempo; questo per assicurare che altri ratti continuino a mangiare l'esca e non la riconoscano immediatamente come pericolosa.
C'è una mancanza di informazioni sulla tossicodinamica e tossicocinetica del bromadiolone negli esseri umani; sono necessari ulteriori studi prima che il livello di bromadiolone nel plasma possa servire come uno dei endpoints terapeutici logici e sicuri per la terapia con vitamina K1.

## Antidoto
Come antidoto viene usata la vitamina K1